# Reguengos de Monsaraz
Reguengos de Monsaraz ist eine portugiesische Stadt (Cidade) in der Region des Alentejo. Insbesondere für ihre Weine und den namensgebenden historischen Ort Monsaraz ist die Kreisstadt bekannt.

## Geschichte
Megalithanlagen und andere Funde belegen eine vorgeschichtliche Besiedlung, etwa der Menhir da Bulhoa oder der Menhir do Outeiro. Der Cromlech von Xerez ist nicht im Originalzustand erhalten und wurde zuletzt im Zusammenhang mit den Bauarbeiten des Alqueva-Stausees verlegt. Die Antas von Poço da Gateira dagegen sind von einiger Bedeutung. 
Der seit 711 arabische Ort Monsaraz wurde im Verlauf der Reconquista durch Geraldo Sem Pavor erobert. 1276 erhielt Monsaraz erste Stadtrechte. Der Kreis von Reguengos de Monsaraz wurde erst 1838 geschaffen, durch Wechsel des bisherigen Kreissitzes von Monsaraz hierher. Reguengo war eine frühere Bezeichnung eines dem König direkt abgabepflichtigen Verwaltungskreises. Reguengos de Monsaraz wurde 1840 zur Vila (Kleinstadt mit Verwaltungsrechten) erhoben.
Seit 2004 ist Reguengos de Monsaraz eine Stadt (Cidade).

## Sport
Der 1929 gegründete Fußballverein Atlético SC Reguengos trägt seine Heimspiele im 1000 Plätze fassenden Campo Virgilio Durão aus. Der Klub stieg nach der Saison 2008/2009 in die II. Divisão auf, dem heutigen Campeonato Nacional de Seniores (Dritte Liga). Nach einem Abstieg und der Neugliederung der dritten und vierten landesweiten Spielklassen in die neugeschaffene Dritte Liga spielt der Atlético SC heute in der höchsten Spielklasse des Distriktverbandes um den Wiederaufstieg. (Stand: Saison 2013/14) 
Regional ist zudem die Basketballabteilung des Vereins von Bedeutung.

## Verwaltung

### Kreis
Reguengos de Monsaraz ist Sitz eines gleichnamigen Kreises (Concelho) im Distrikt Évora. Am 19. April 2021 hatte der Kreis 9871 Einwohner auf einer Fläche von 464,0 km².
Die Nachbarkreise sind (im Uhrzeigersinn im Norden beginnend): Alandroal, Mourão, Moura, Portel, Évora sowie Redondo.
Mit der Gebietsreform im September 2013 wurden die Gemeinden (Freguesias) Campo und Campinho zur neuen Gemeinde União das Freguesias de Campo e Campinho zusammengefasst. Der Kreis besteht seither aus den folgenden vier Gemeinden:

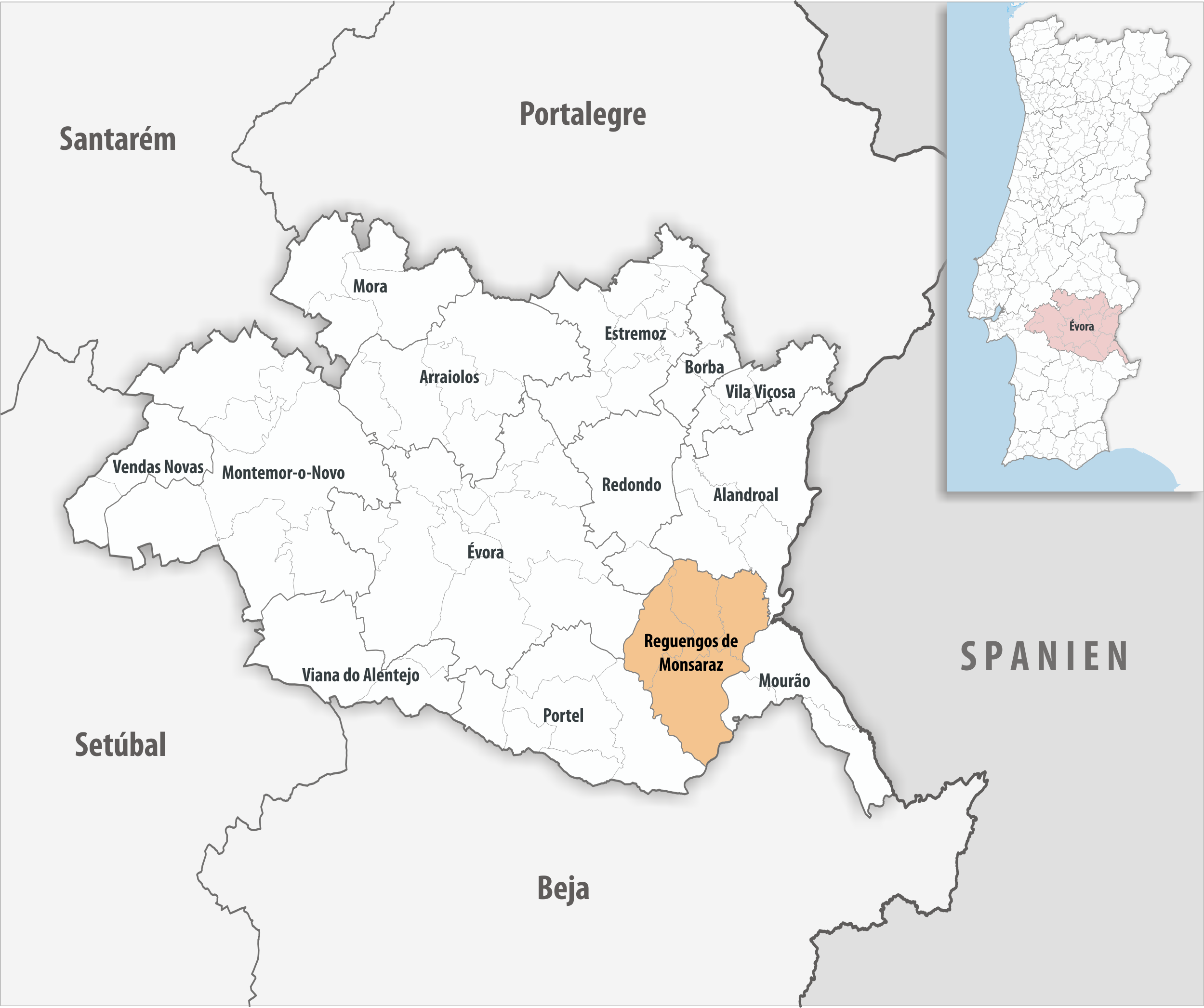
Kreis Reguengos de Monsaraz

| Gemeinde                    | Einwohner (2021) | Fläche km² | Dichte Einw./km² | LAU- Code |
| --------------------------- | ---------------- | ---------- | ---------------- | --------- |
| Campo e Campinho            | 1.132            | 177,57     | 6                | 071106    |
| Corval                      | 1.308            | 96,41      | 14               | 071102    |
| Monsaraz                    | 658              | 88,29      | 7                | 071103    |
| Reguengos de Monsaraz       | 6.773            | 101,72     | 67               | 071104    |
| Kreis Reguengos de Monsaraz | 9.871            | 463,99     | 21               | 0711      |

### Bevölkerungsentwicklung
| Einwohnerzahl im Kreis Reguengos de Monsaraz (1801–2011) | Einwohnerzahl im Kreis Reguengos de Monsaraz (1801–2011) | Einwohnerzahl im Kreis Reguengos de Monsaraz (1801–2011) | Einwohnerzahl im Kreis Reguengos de Monsaraz (1801–2011) | Einwohnerzahl im Kreis Reguengos de Monsaraz (1801–2011) | Einwohnerzahl im Kreis Reguengos de Monsaraz (1801–2011) | Einwohnerzahl im Kreis Reguengos de Monsaraz (1801–2011) | Einwohnerzahl im Kreis Reguengos de Monsaraz (1801–2011) | Einwohnerzahl im Kreis Reguengos de Monsaraz (1801–2011) | Einwohnerzahl im Kreis Reguengos de Monsaraz (1801–2011) |
| -------------------------------------------------------- | -------------------------------------------------------- | -------------------------------------------------------- | -------------------------------------------------------- | -------------------------------------------------------- | -------------------------------------------------------- | -------------------------------------------------------- | -------------------------------------------------------- | -------------------------------------------------------- | -------------------------------------------------------- |
| 1801                                                     | 1849                                                     | 1900                                                     | 1930                                                     | 1960                                                     | 1981                                                     | 1991                                                     | 2001                                                     | 2011                                                     |                                                          |
| 5.199                                                    | 6.508                                                    | 10.240                                                   | 13.330                                                   | 15.090                                                   | 11.642                                                   | 11.401                                                   | 11.382                                                   | 10.828                                                   |                                                          |

### Kommunaler Feiertag
- 13. Juni

## Verkehr
Reguengos de Monsaraz war Endpunkt der Ramal de Reguengos.

## Söhne und Töchter der Stadt
- Joaquim Fiadeiro (1901–1990), Veterinärmediziner und Hochschullehrer
- Alberto Janes (1909–1971), Komponist, bekannt insbesondere für seine Fados für Amália Rodrigues
- Vasco Lourinho (1942–2013), konservativer Journalist in Spanien, Korrespondent des RTP-Fernsehens in Madrid